# Áreas protegidas de Georgia

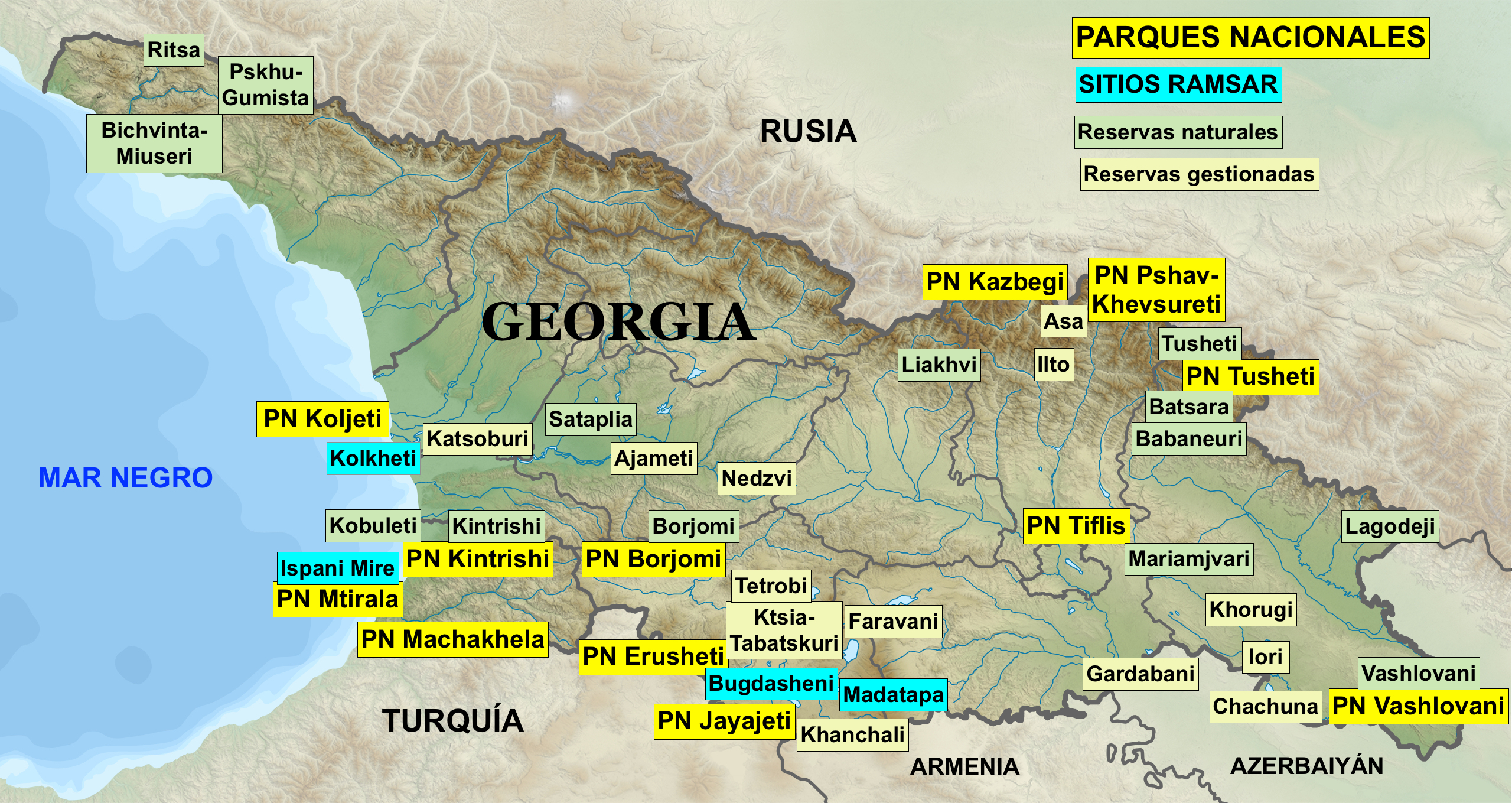
Áreas protegidas de Georgia

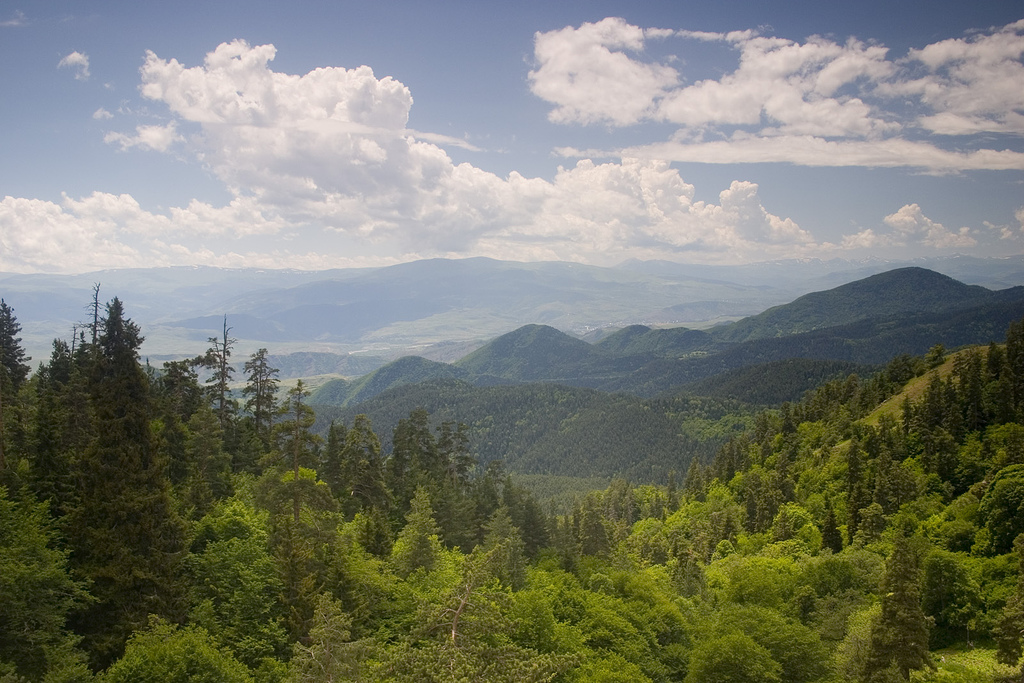
Parque nacional de Borjomi-Kharagauli

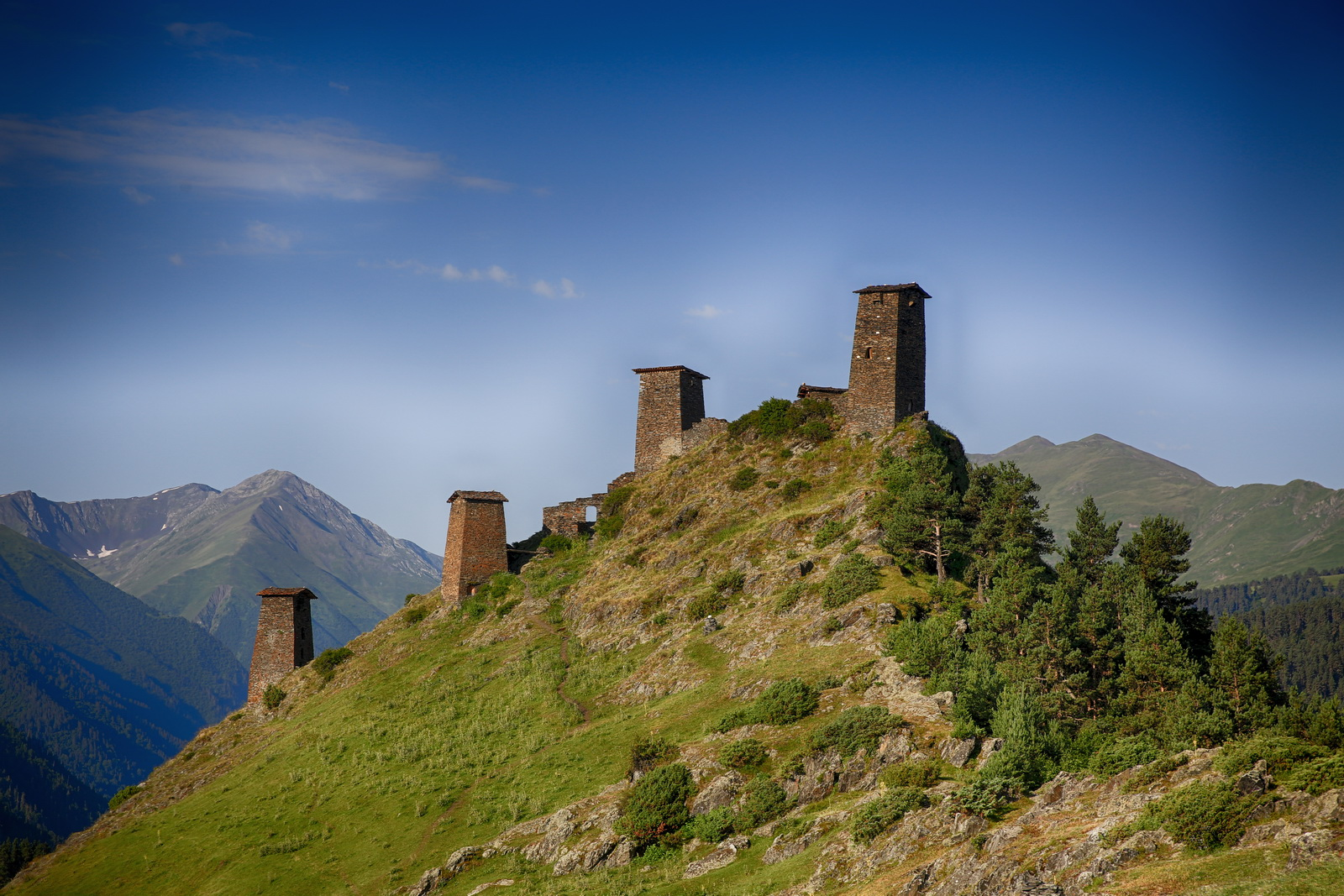
Parque Nacional Tusheti

En 2023, la IUCN (Unión Internacional para la Conservación de la Naturaleza) catalogaba en Georgia 95 zonas protegidas que cubren 7775 km², el 11,11% del territorio (69.972 km2), además de 153 km² de áreas marinas, el 0,67% de los 22.907 km² que pertenecen al país. El conjunto incluye 13 parques nacionales, 23 reservas controladas, 40 monumentos naturales, 3 paisajes protegidos y 14 reservas naturales estrictas.

## Parques nacionales

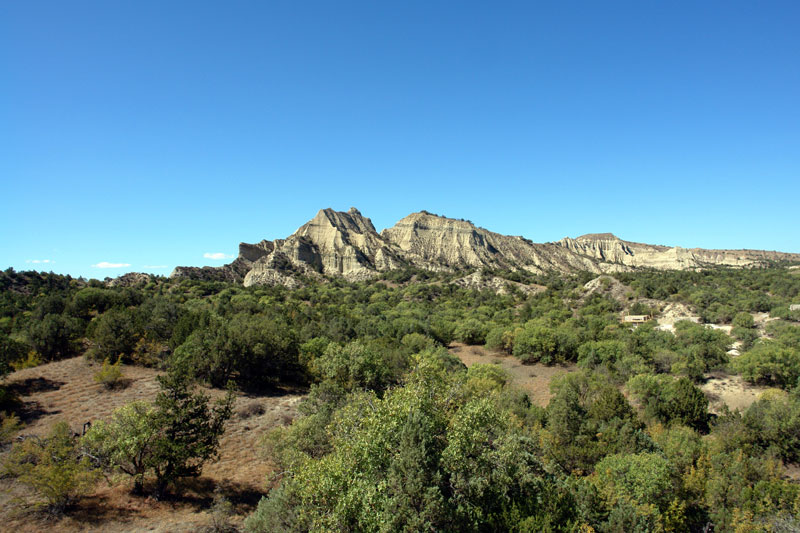
Parque nacional de Vashlovani

Parque nacional de Pshav-Khevsureti

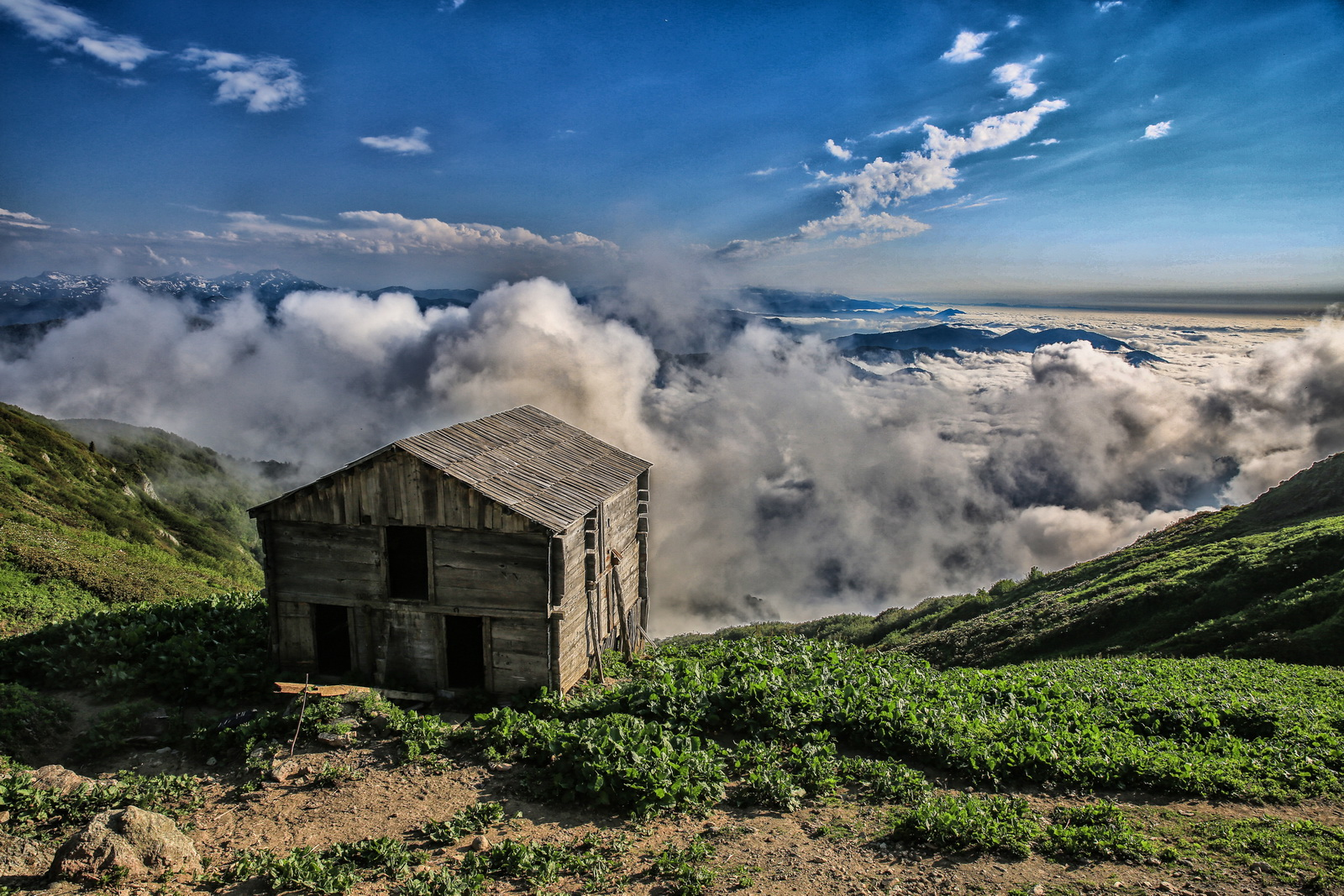
Vista del Parque nacional de Kintrishi desde las zonas más elevadas.

- Parque nacional de Koljeti, 289 km², región de la Cólquida, en Georgia occidental, entre la costa del mar Negro y la cuenca del lago Paliastomi.[2]

- Parque nacional de Borjomi-Kharagauli, 851 km², en el Cáucaso Menor, centro de Georgia.[3]

- Parque Nacional Tusheti, en la montañosa región de Tusheti, en el nordeste del país. Paisaje protegido de prados, pinos y abedules, con el leopardo de Anatolia, osos, cabras montesas, halcones y lobos.[4]

- Parque nacional de Vashlovani, 251 km², sudeste de Georgia, clima seco, bosques de mata baja en la cuenca del río Alazani, que desemboca en el mar Caspio. Incluye la reserva natural de Vashlovani y 3 monumentos naturales, la garganta del Águila,[5] los volcanes de barro de Takhti-Tepa[6] y el bosque del lecho de inundación de Kaklisyure Alazani.[7]

- Parque Nacional Mtirala, 157 km², en el sudoeste del Cáucaso Menor, entre el mar Negro y las montañas de Ayaria. Bosque mixto húmedo de la Cólquida en una de las regiones más húmedas de Europa (1500-2000 mm que a veces superan los 4000 mm) con castaños y hayas orientales, rododendros, laureles cerezo y bojes de la Colquica. Osos, ciervos y cabras montesas.[8]

- Parque nacional de Algeti, 68 km², sudeste de Georgia, parte superior del valle Algeti, al sur de la sierra volcánica de Trialeti, en el Cáucaso Menor, que culmina en el monte Shaviklde, de 2.850 m. El parque se creó para proteger los límites orientales de la pícea de Asia Menor y el abeto del Cáucaso y su límite más alto es el monte Kldekari, de aprox. 2.000 m.[9]

- Parque nacional de Kazbegi, 90 km², al norte del Cáucaso, a 150 km de Tbilisi, en la cuenca del río Tergi, entre 1.400 y 4.100 m, muy agreste y montañosa, con pinos (Pinus sosnowskyi), abedules y enebros, entre 105 especies de árboles y arbustos. Cabras montesas y lobos. Diversos monumentos históricos.[10]

- Parque nacional de Tiflis, 243 km², en la sierra de Seguramo (1.380 m), al norte de Tiflis y al este del río Aragvi, afluente del río Kura, formada por arenisca, arcillas y conglomerados, con bosques caducifolios de carpes, robles, arces y hayas, atravesada por la carretera entre Tiflis y Tianeti. Ciervos, osos, zorros y chacales.[11]

- Parque nacional de Yavajeti, 162 km², creado en 2011, en el sur de Georgia, en la frontera con Armenia y Turquía. Montañas volcánicas, estepas herbáceas, prados alpinos y lagos en la meseta de Javakheti, entre ellos, el lago Paravani, pero también Khanchali, Bugdasheni, Kartsakhi, Madatapa y Sulda. Alcanza 3.300 m en el monte Gran Abuli. Bosques de abedules. Numerosos monumentos históricos.[12]

- Parque nacional de Machakhela, 109 km², en la región de Ayaria, en el sudoeste, en la cuenca del río Machakhela. La mayor parte son bosques vírgenes mixtos del tipo Cólquide dominados por abedules, con hayas, castaños, robles y píceas.[13]

- Parque nacional de Pshav-Khevsureti. En la región de Mtsjeta-Mtianeti, en el municipio de Dusheti, en el nordeste del país, tiene 1400 km2 en una zona montañosa. Creado para la conservación del leopardo, así como la cabra bezoar y la endémica Capra cylindricornis. También hay oso pardo, lince europeo, ciervo rojo y rebeco. Forma parte de una inmensa área de protección del Cáucaso oriental, que uniría los parques de Tusheti y Kazbegi.[14][15]

- Parque nacional de Kintrishi, 186,84 km2. Creado en 2007 en la república autónoma de Ayaria, en el municipio de Kobuleti, al oeste de Georgia, en la garganta del río Kintrishi, tiene 139 km2. Junto con la Reserva natural estricta de Kintrishi, de 55,86 km2, da lugar a las Áreas protegidas de Kintrishi, entre 300 y 2500 m de altitud, con una flora y fauna únicas y el famoso bosque de frondosas del Ponto Euxino y la Cólquide, el bosque más húmedo del interior, con unas precipitaciones que varían entre 1.500 y 2.500 mm anuales.[16]

- Parque nacional de Erusheti. Creado en 2021 en el sur, en la frontera con Turquía.

## Reservas naturales estrictas

Reserva natural estricta de Ritsa y lago de Ritsa

Vashlovani

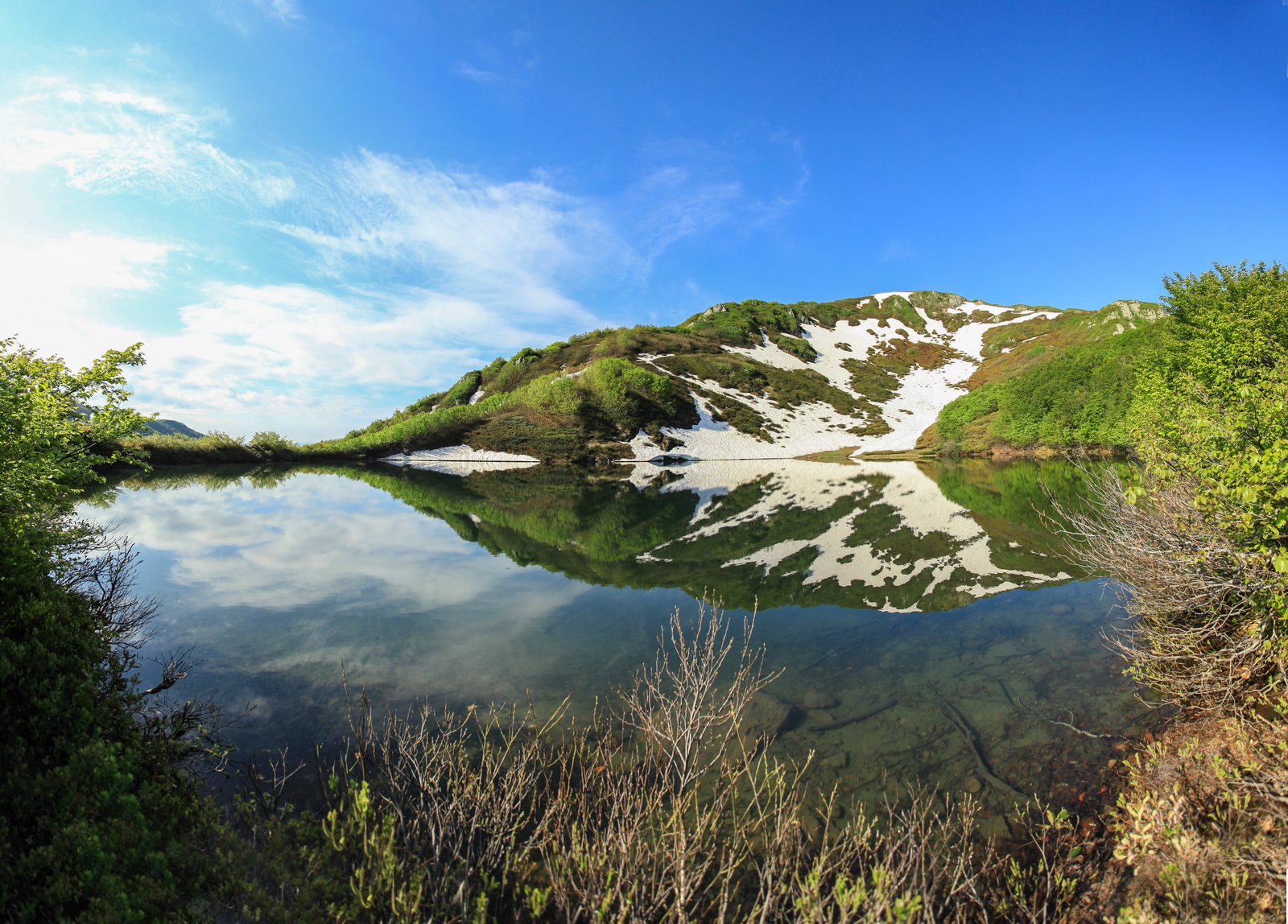
Lago Tbikeli en la Reserva natural de Kintrishi

- Babaneuri, 15,16 km2, en el municipio de Ajmeta, en la región de Kajetia, a orillas del río Alazani, a 440-990 m de altitud, cerca de la ciudad de Babaneuri, a los pies del Gran Cáucaso, al este del país. El principal objetivo es proteger 240 ha de bosque de zelkova del Cáucaso, un tipo de olmo. Forma parte de las Áreas protegidas de Batsara-Babaneuri, que incluyen la Reserva natural estricta de Batsara y la Reserva controlada de Ilto.
- Batsara, en el municipio de Ajmeta, en la región de Kajetia, a orillas del río Alazani, a 700-2000 m de altitud. Fue creada en 1935 en la garganta del Batsara, afluente del Alazani. Como en Babaneuri|Babaneuri, la flora es una reliquia del terciario, con 270 ha cubiertas de tejos, el mayor bosque de tejos del mundo. Alrededor, se mezclan con arces, fresnos y tilos. En la zona hay osos, ciervos, zorros, conejos, martas, tejones y otros.
- Reserva natural estricta de Bichvinta-Miuseri. En el noroeste, costa del mar Negro, distritos de Gagra y Gudauta. Abarca tres secciones, Miusera, de 215 ha, Lidzava, de 165 ha y Pitsunda, de 1296 ha. Es famosa por los pinos brutia o pino de Chipre. También hay el boj Buxus colchica, pterocaria del Cáucaso, tejos, higueras y Diospyros lotus.
- Borjomi. 237,5 km2 en el municipio de Borjomi, en la región de Mesjetia-Yavajetia, al sur del país. Se trata de un bosque con árboles de hasta 50 m de altura, de roble albar, carpe oriental y pino silvestre, sobre todo en las vertientes orientadas al sur. En las zonas altas crecen el abedul y el serbal de los cazadores. Entre los animales, la rara salamandra caucásica.[17]
- Kintrishi, 55,86 km² en el municipio de Kobuleti, en la región de Ayaria, en el sudoeste, en la parte alta del río Kintrishi entre 300 y 2500 m de altitud, en la sierra de Meskheti (150 km de longitud con una elevación de 2850 m en la frontera con Armenia). Desde 1959 preserva bosques y humedales junto con algunas especies endémicas, por lo que fue declarada en 2021 Patrimonio de la humanidad de la Unesco como parte de los humedales y bosques húmedos de la Cólquida, con unos 3000 mm de precipitación anual y 900 especies de plantas, entre ellas el carpe europeo, el haya oriental y el abeto del Cáucaso.[18] Forma parte de las Áreas protegidas de Kintrishi, que incluye el Parque nacional de Kintrishi. Protege bosques y pastos de altura, que se dan donde nace el río, en el monte Khino (2598 m). Al sudoeste se encuentra el Parque nacional Mtirala y en la zona de altas montañas, a 2200 m, se encuentra el lago Tbikeli.
- Kobuleti, 5,7 km2, en el municipio de Kobuleti, en la región de Ayaria, en la costa del mar Negro. Forma parte de las Áreas protegidas de Kobuleti, junto con la Reserva controlada de Kobuleti, situadas en las orillas izquierda y derecha del río Shavi Ghele respectivamemnte. Forma parte de los humedales y bosques húmedos de la Cólquida de la Unesco. La reserva está en la zona llana de las cuencas de los río Shavi Ghele y Togoni, que dan lugar a un humedal con turberas y pequeñas elevaciones de Sphagnum. Diversas especies de aves crían e hibernan en este lugar, entre ellos la agachadiza real y la agachadiza común. Coincide con el sitio Ramsar de Ispani Mire.
- Lagodeji, 244 km2. Forma parte de las Áreas protegidas de Lagodeji, que incluyen la reserva controlada y la reserva natural estricta.
- Liakhvi, 64 km², en la región histórica Shida Kartli en la vertiente sur de la cordillera del Gran Cáucaso en la parte noreste del distrito de Tsjinvali. A una altitud de 1.200-2.300 m sobre el nivel del mar, aguas arriba del río Patara Liakhvi. En su mayor parte está cubierta de bosque (5.283 hectáreas) y el resto son pastos alpinos, acantilados y suelos erosionados.
- Mariamjvari, 18,41 km2, desde 1935. En las laderas meridionales de los montes Tsiv-Gombori, que culminan a 1990 m, en el municipio de Sagarejo, en la región de Kajetia, al este del país. Se creó para proteger los bosques vírgenes de Pinus sylvestris var. hamata. Forma parte de las Áreas protegidas de Georgia con la Reserva controlada de Korugi y la Reserva controlada de Iori.
- Pskhu-Gumista, 733,48 km2, en el noroeste del país, en la región de Abjasia, en la vertiente sur del Gran Cáucaso. Está compuesta por la Reserva natural de Gumista, de 134 km2,  en el valle del río Gumista, y la Reserva natural de Pskhu, de 273 km2, en los valles de los ríos Psju y Bzipi. El clima es húmedo y suave y el entorno forma parte de la ecorregión bosque de frondosas del Ponto Euxino y la Cólquide. Hay ciervos del Cáucaso, entre las cabras, el tur del Cáucaso occidental y el gato silvestre del Cáucaso.
- Ritsa, 311 km2. En el distrito o rayón de Gudauta, en Abjasia, en la vertiente sur del Gran Cáucaso, entre los ríos Ghegha y Pshchitsa. Las faldas del Agepsta, hasta los 1.700-1.800 metros, están cubiertas de abetos del Cáucaso, encinas y robles.
- Sataplia, 6 km2. En el municipio de Tsjaltubo, cerca del pueblo de Banoja y las laderas del volcán extinto de Sataplia. Forma parte de las Áreas protegidas de Imereti, junto con la reserva controlada y las cuevas de Prometeo. La mayor parte es bosque de frondosas.
- Tusheti, 231,5 km2, en la región montañosa e Tusheti, en el nordeste de Georgia. Forma parte de las Áreas protegidas de Tusheti, junto con el Parque nacional de Tusheti. Entre ambos ocupan 1136,6 km2. La flora destaca por su endemismo, con especies como Berberis iberica, Corylus colchica, Rosa tuschetica, Aconitum variegatum subsp. nasutum, Betula raddeana, Fritillaria caucasica, Fritillaria collina, Primula juliae y Rhododendron caucasicum.
- Vashlovani. En el municipio de Dedoplistskaro, región de Kajetia, en la sierra de Xiraki en la orilla georgiana del río Alàzani, con una extensión de 101 km2, de los cuales 40 km2 son bosques y el resto campos, desiertos y barrancos, a una altitud de 300-600 m.[19] El bosque es, sobre todo, de pinos y enebros, con almeces, perales de hoja de sauce, granados, cerezo de Santa Lucía, Spiraea, Paliurus y pistacho salvaje.[20] Entre la fauna hay osos, conejos, zorros, lobos, jabalíes, hienas, tejones y leopardos. El clima es el más seco de Georgia, en el extremo oriental. Coincide con el Parque nacional de Vashlovani.

## Reservas controladas

Robles en la Reserva gestionada de Ajameti

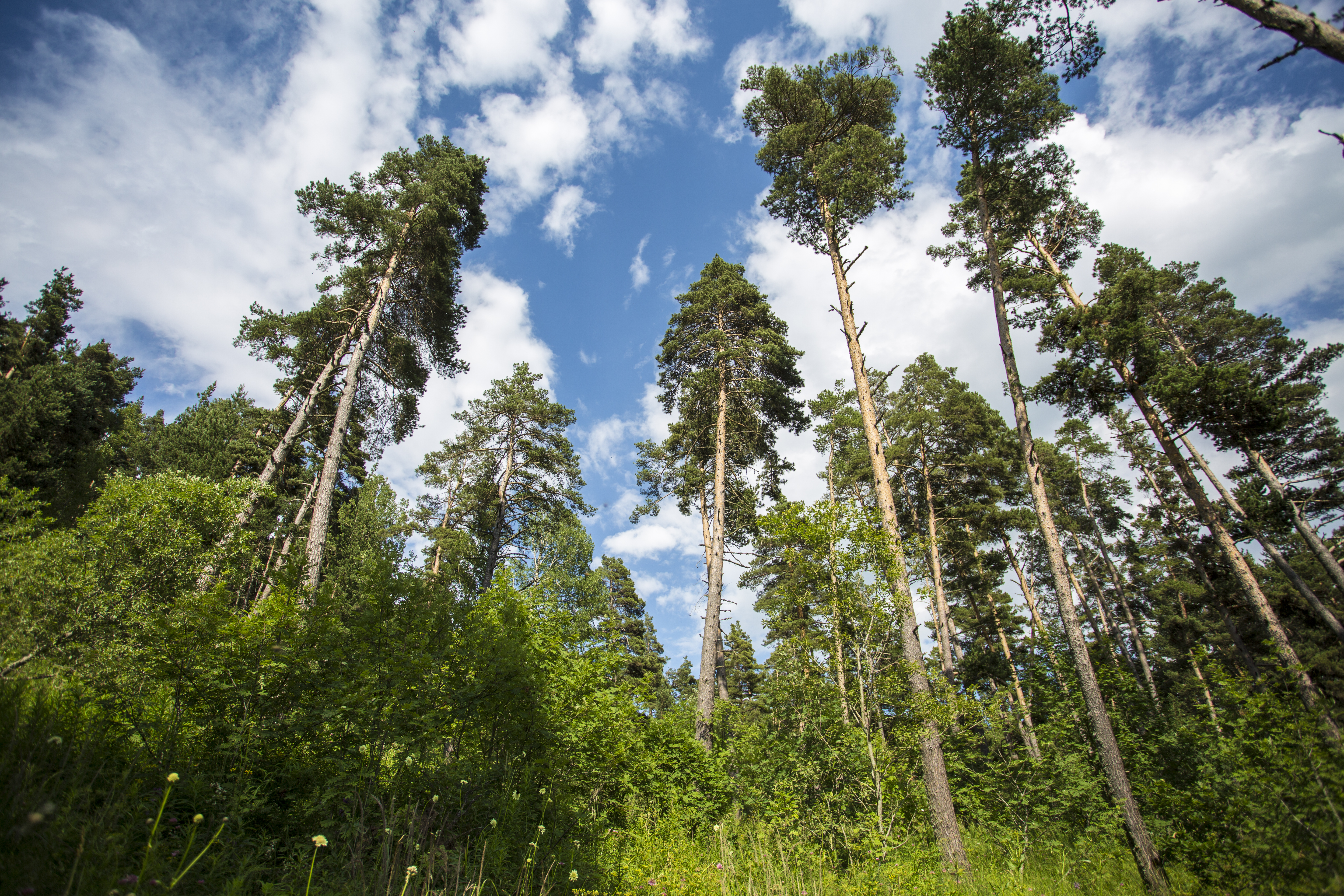
Pinos en la reserva controlada de Tetrobi

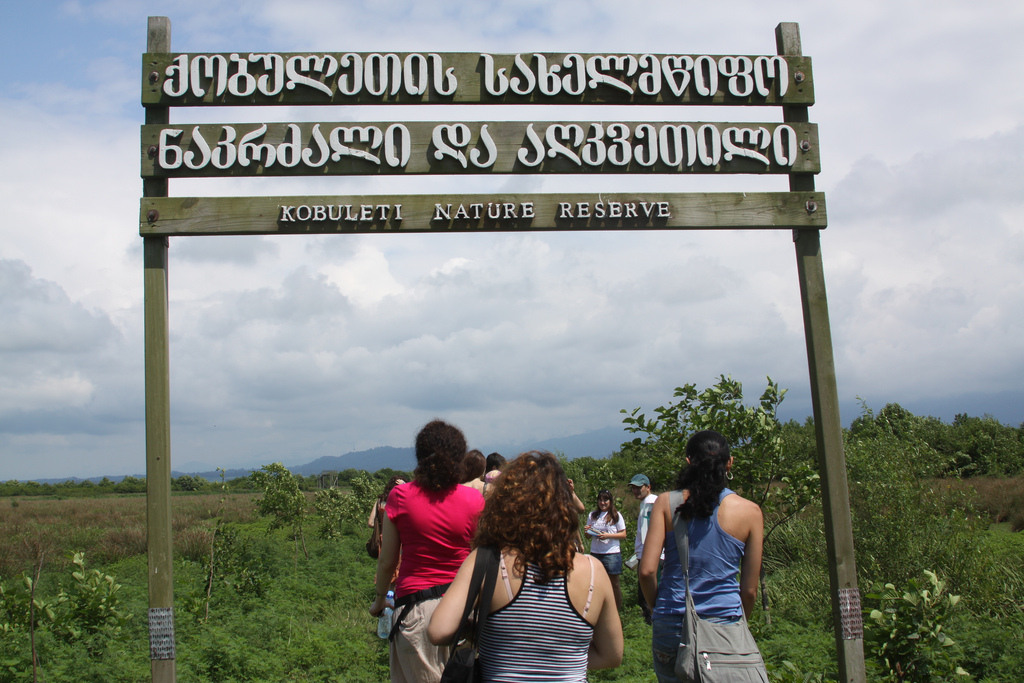
Entrada a la Reserva natural de Kobuleti

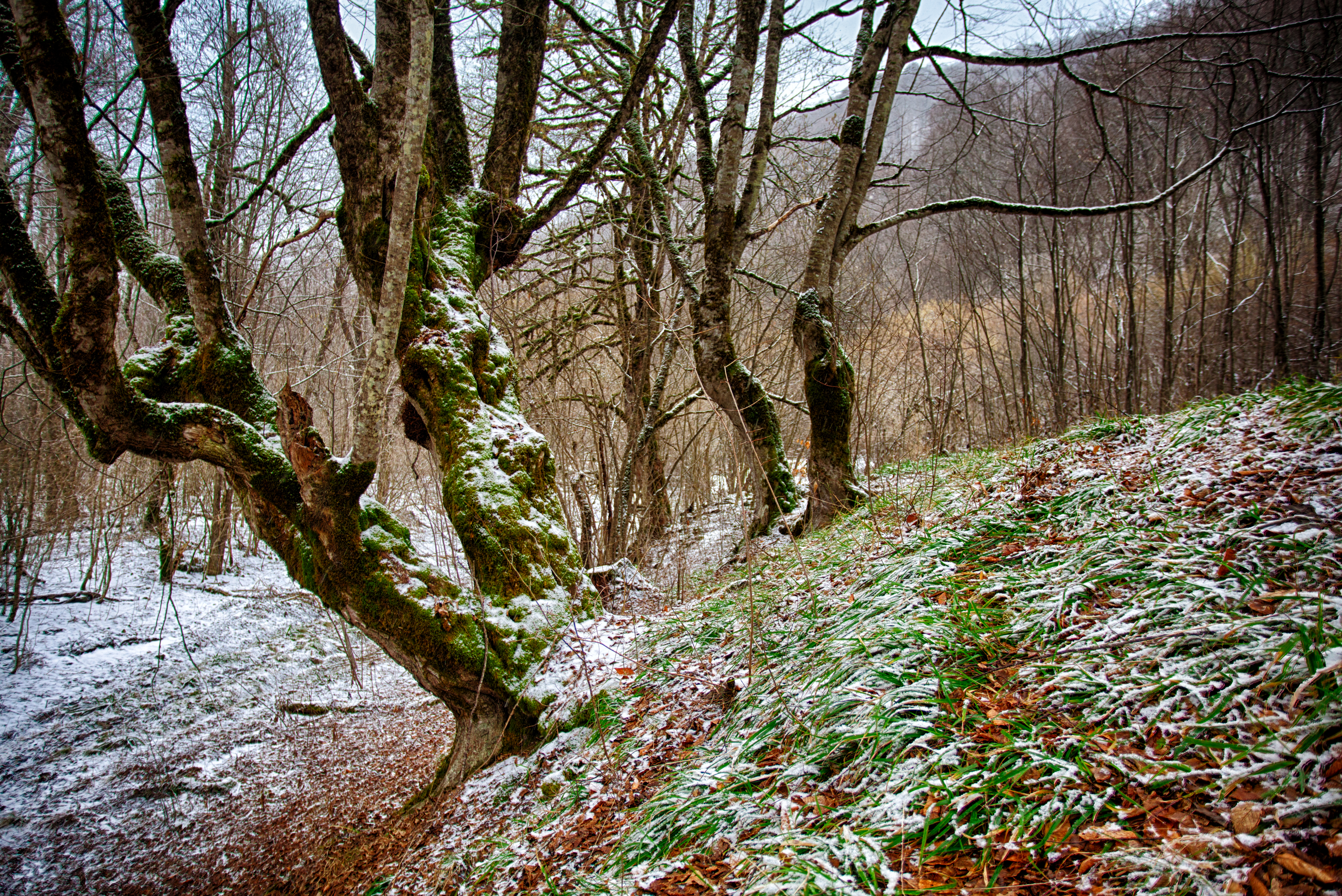
Reserva controlada de Ilto

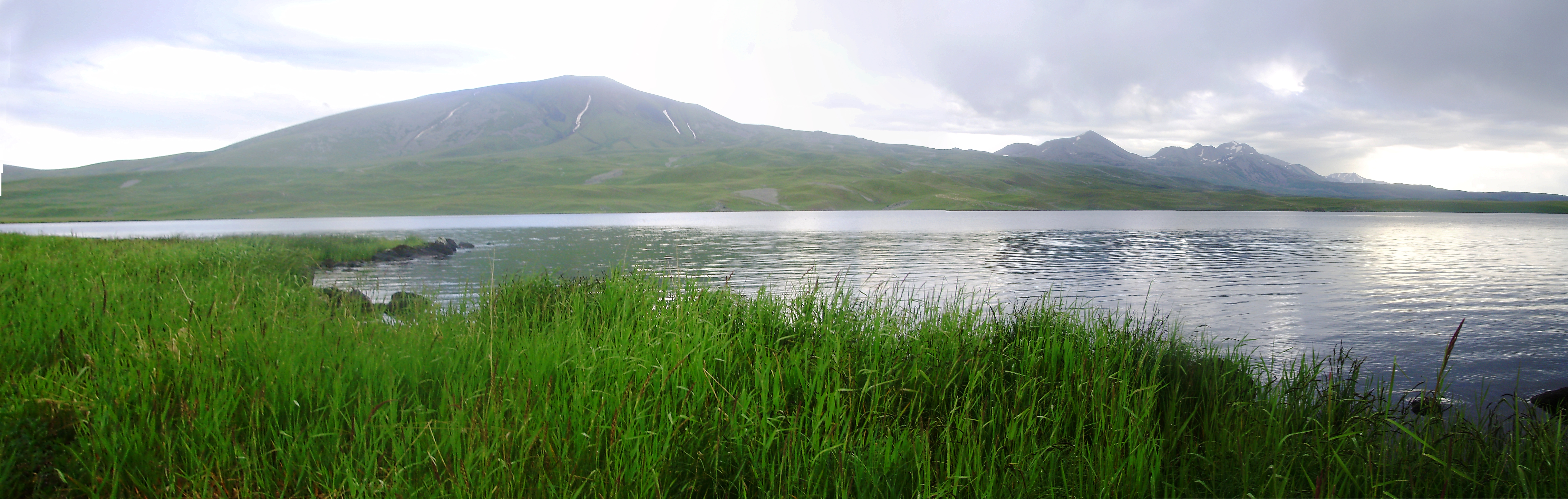
Lago Tabatskuri y sierra de Abuli-Samsari, en la reserva de Ktsia-Tabatskuri

- Ajameti. 48,48 km2 en los municipios de Bagdati y Zestafoni, en el centro del país. Protege un bosque de robles de hasta 120 años. Se halla a 15 km de Kutaisi y tiene dos zonas protegidas, Azameti Mukhnari (3742 ha), en la vertiente izquierda del río Rioni, y Vartsije (1106 ha). Se trata de un carvallar con carpes que se creó en 1946 para proteger especies de la era terciaria, el roble imeretiano Quercus robur subsp. imeretina y el olmo del Cáucaso o zelkova. También hay rododendros, nísperos, majuelos y rosa mosqueta.
- Asa. 39,43 km2 en el municipio de Dusheti, región de Mtsjeta-Mtianeti, en la histórica Khevsureti, al nordeste del país. Protege las tierras altas en el valle del río Asa y su tributario Chkhotuni, donde hay pequeños glaciares.
- Bugdasheni. En el municipio de Ninotsminda, al sur del país. protege el lago Bughdasheni, al sudeste de la meseta volcánica de Yavajetia, a 2042 m de altitud. Desde 2020, es sitio Ramsar número 2434.
- Chachuna, 2529 km2 en el municipio de Dedoplistskaro, en la región de Kakethia, cerca de la frontera con Azerbaiyán, en el lecho del río Iori, en un paisaje árido y semiárido que incluye humedales, con colinas y pequeñas elevaciones arcillosas. Hay chopos y robles dispersos.
- Gardabani, 34,84 km2, en los municipios de Gardabani y Marneuli, en la región de Baja Iberia, al sudeste del país, en la orilla izquierda del río Mtkvari, a 39 km de Tiflis. Es una zona árida, en el lecho del río, con chopo cano, álamo negro, sauce blanco, olmo montano y olmo común.
- Ilto, 69 km2, en el municipio de Ajmeta, en la región de Kajetia. Forma parte de las Áreas protegidas de Batsara-Babaneuri, junto con las reservas naturales estrictas de Batsara y Babaneuri.
- Iori, 13,36 km2. Incluye partes del río Iori. Bordea la Reserva controlada de Korugi, que cubre el río. Se creó para protegher el tugai, un tipo de bosque ripariano asociado con zonas fluviales y planicies inundables.
- Kartsakhi, 1,58 km2, en el municipio de Ninotsminda, en la región de Mesjetia-Yavajetia, al sur del país. Forma parte de las Áreas protegidas de Yavajeti, junto con las reservas controladas de Khanchali, Sulda, Bugdasheni y Madatapa. Protege las tierras cercanas al lago Kartsakhi.
- Katsoburi, 295 ha. En el municipio de Abasha, en la región de Mingrelia-Alta Esvanetia, al noroeste, región histórica de los llanos de la Cólquida. Está junto al Parque nacional de Kolkheti, con el que forma las Áreas protegidas de Georgia.
- Khanchali, 7,27 km2. En el municipio de Ninotsminda, en la región de Mesjetia-Yavajetia, al sur del país. Protege el lago Khanchali, al sudeste de la meseta volcánica de Yavajeti, a 1928 m de altitud. Forma parte de las Áreas protegidas de Yavajeti, junto con el Parque nacional de Yavajeti, y las reservas controladas de Kartsakhi, Sulda, Bugdasheni y Madatapa.
- Kobuleti. 5 km2 en el municipio de Kobuleti, en la costa del mar Negro, que se solapa con la Reserva natural estricta de Kobuleti, dando lugar a las Áreas protegidas de Kobuleti. Es sitio Ramsar, con un ecosistema de humedales y de bosques viejos.
- Korugi, 20,68 km2, en el municipio de Sagarejo, en la región de Kajetia, al este del país, en la meseta de Iori, en la frontera con Azerbaiyán. Protege las tierra aluviales del río Iori.
- Ktsia-Tabatskuri, 220 km2. En el municipio de Ajalkalaki, en la región de Mesjetia-Yavajetia. Comprende el lago de Tabatskuri, junto la sierra volcánica de Samsari.
- Lagodeji, 244,5 km2. Forma parte de las Áreas protegidas de Lagodeji, que unen la reserva natural estricta y la reserva controlada del mismo nombre, en el extremo nororiental de Georgia, bordeando Azerbaiyán y la república rusa de Daguestán. La protección se inicia en 1912, bajo el imperio ruso, por el ecosistema de bosque mixto del Cáucaso, un inmenso bosque de frondosas que incluye robles, carpes, castaños, hayas, con abedules y pinos en las zonas altas, así como abeto del Cáucaso y pícea oriental.
- Madatapa, 14 km2. En el municipio de Ninotsminda, en la región de Mesjetia-Yavajetia, al sur del país. Protege el lago Madatapa, en el sudeste de la meseta volcánica de Yavajetia, a 2108 m de altitud. Es sitio Ramsar.
- Nedzvi, 90 km2, al sudoeste de Tiflis, en la región de Mesjetia-Yavajetia, en el Municipio de Boryomi. Forma un área protegida junto con el Parque nacional de Borjomi-Kharagauli, la reserva natural estricta de Boryomi y el bosque petrificado de Goderdzi. Protege el bosque mixto del Cáucaso.
- Sataplia, 34 ha. En la ladera del volcán extinto del monte Sataplia. Forma parte de las Áreas protegidas de Imereti, junto con la reserva natural estricta y las cuevas de Prometeo.
- Sulda, 3 km2. Forma parte de las Áreas protegidas de Yavajetia.
- Tetrobi. En el municipio de Ajalkalaki, región de Mesjetia-Yavajetia, al sur. Tiene una extensión de 31 km2 en el valle del río Chobareti, en la montaña de Chibareti y la meseta volcánica de Tetrobi. Protege bosques de pinos y vegetación autóctona.

## Conjuntos de áreas protegidas

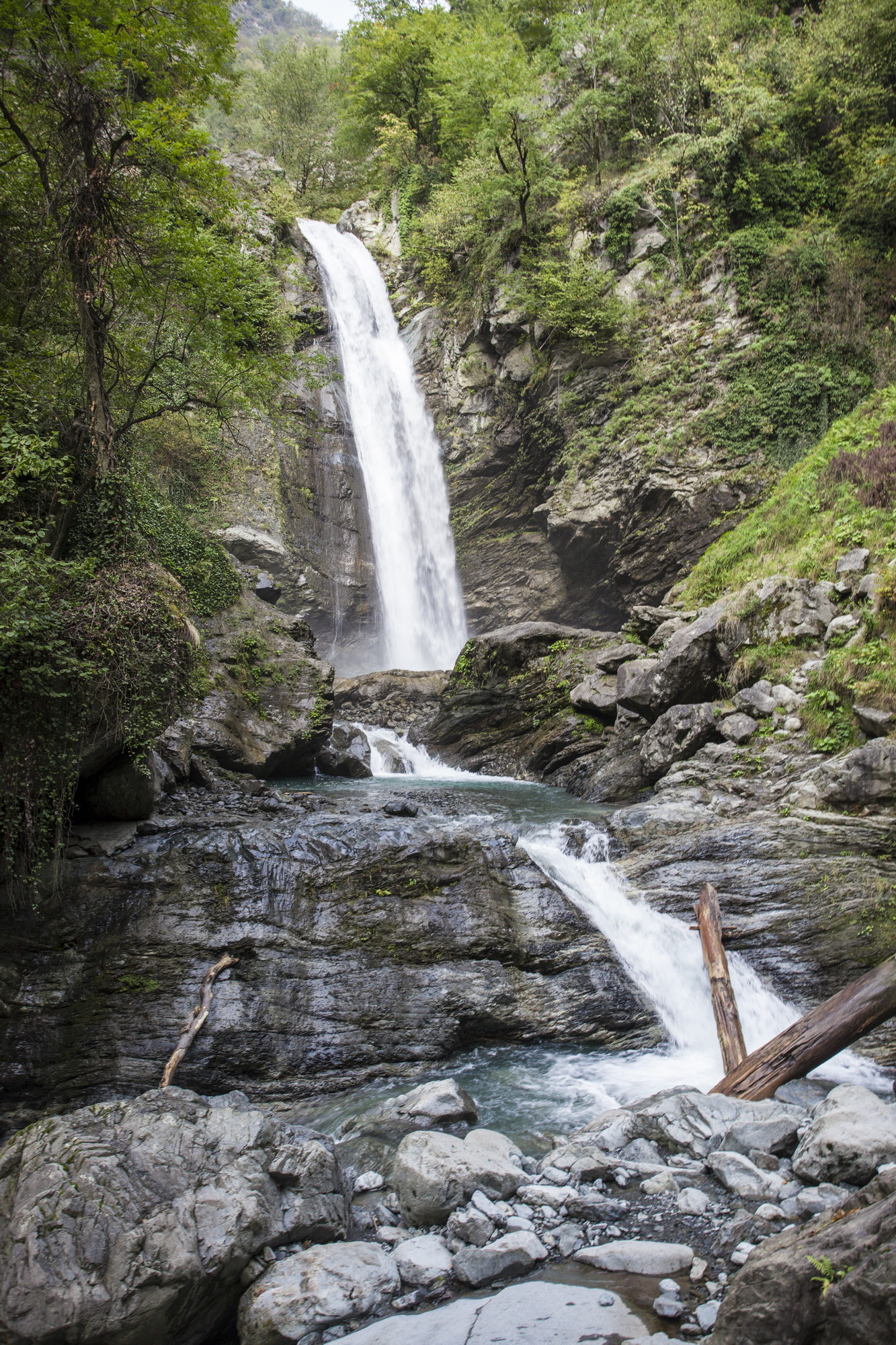
Cascada en la Reserva natural Lagodeji

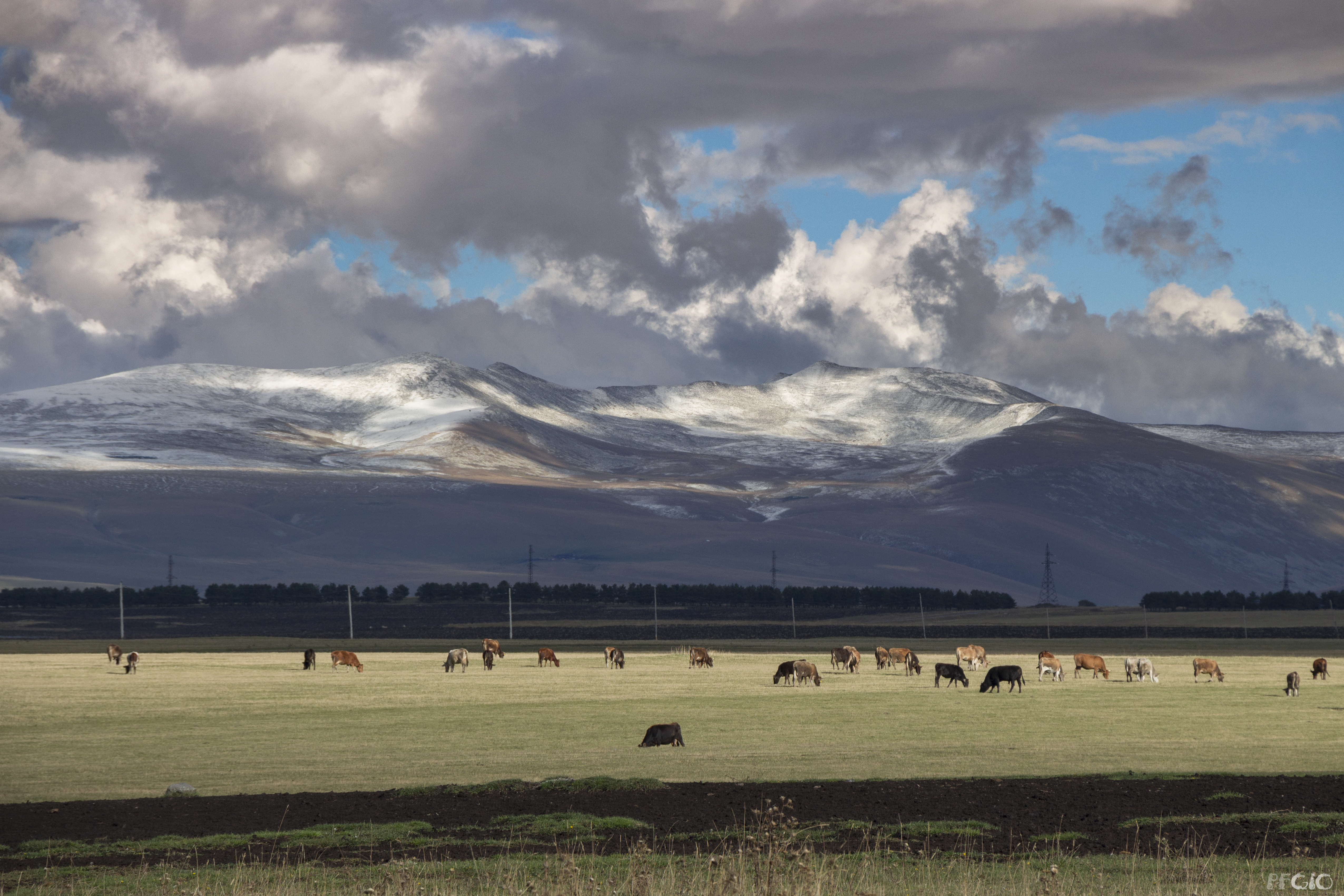
Parque nacional de Yavayeti

- Vashlovani. Las áreas protegidas de Vashlovani incluyen el Parque nacional de Vashlovani, la Reserva natural estricta de Vashlovani y tres monumentos naturales: la garganta de Artsivis o cañón del Águila, el volcán de lodo de Takhti-Tepha y el bosque de la llanura inundable de Alazani. El conjunto, en el extremo sur del país, cubre 353 km2. El nombre procede de la asociación de pistachos y manzanos que forman un jardín frutal.[21]
- Yavajeti. Establecida en 2011, incluye el Parque nacional de Yavajeti y las reserva controladas o gestionadas de Kartsakhi, Sulda, Khanchali, Bugdasheni y Madatapa. Es una región boscosa, que culmina en el monte Didi Abuli, de 3300 m e incluye el lago Paravani.
- Batsara-Babaneuri. Incluye la Reserva natural de Batsara-Babaneuri y la Reserva controlada de Ilto.
- Borjomi-Kharagauli. Con un área total de 1076,5 km2, incluye la Reserva natural de Borjomi, el Parque natural de Borjomi-Kharagauli, la Reserva controlada de Nedzvi y el Bosque de piedra de Goderdzi.
- Imereti. Con una extensión de 5 km2, incluye la Reserva natural de Sataplia, (330 ha), la Reserva natural estricta de Sataplia (34 ha) y unos 17 monumentos naturales, entre ellos las cuevas de Prometeo.
- Lagodeji. Con 197,5 km2, incluye la Reserva natural estricta de Lagodeji y la Reserva controlada de Lagodeji.
- Áreas protegidas de Kazbegi. Con 785 km2, incluye en Parque nacional de Kazbegi y cinco monumentos nacionales, los riscos de Sakhizari, el lago mineral de Abano, los travertinos de Truso, el travertino del paso de Jvari y el Vaucluse mineral de Keterisi.
- Áreas protegidas de Kintrishi, 139 km2, en la región de Ayaria, en el valle del río Kintrishi, entre Tskhemvani y los montes Khino. Incluye la Reserva natural estricta de Kintrishi y el Parque nacional de Kintrishi. Una parte de la zona de la reserva de 32 km2 se declaró paisaje protegido en 2007.
- Áreas protegidas de Kobuleti, 770 ha que incluyen la Reserva natural estricta de Kobuleti (330 ha) y la Reserva controlada de Kobuleti (439 ha). En la costa el mar Negro, al sudoeste del país.

En los territorios ocupados de Georgia hay 6 reservas estatales, cuya superficie total es de 67.141 hectáreas. Las áreas protegidas en los territorios ocupados representan el 0,97% del área de Georgia y el 12,8% de las áreas protegidas de Georgia.

## Sitios Ramsar de Georgia

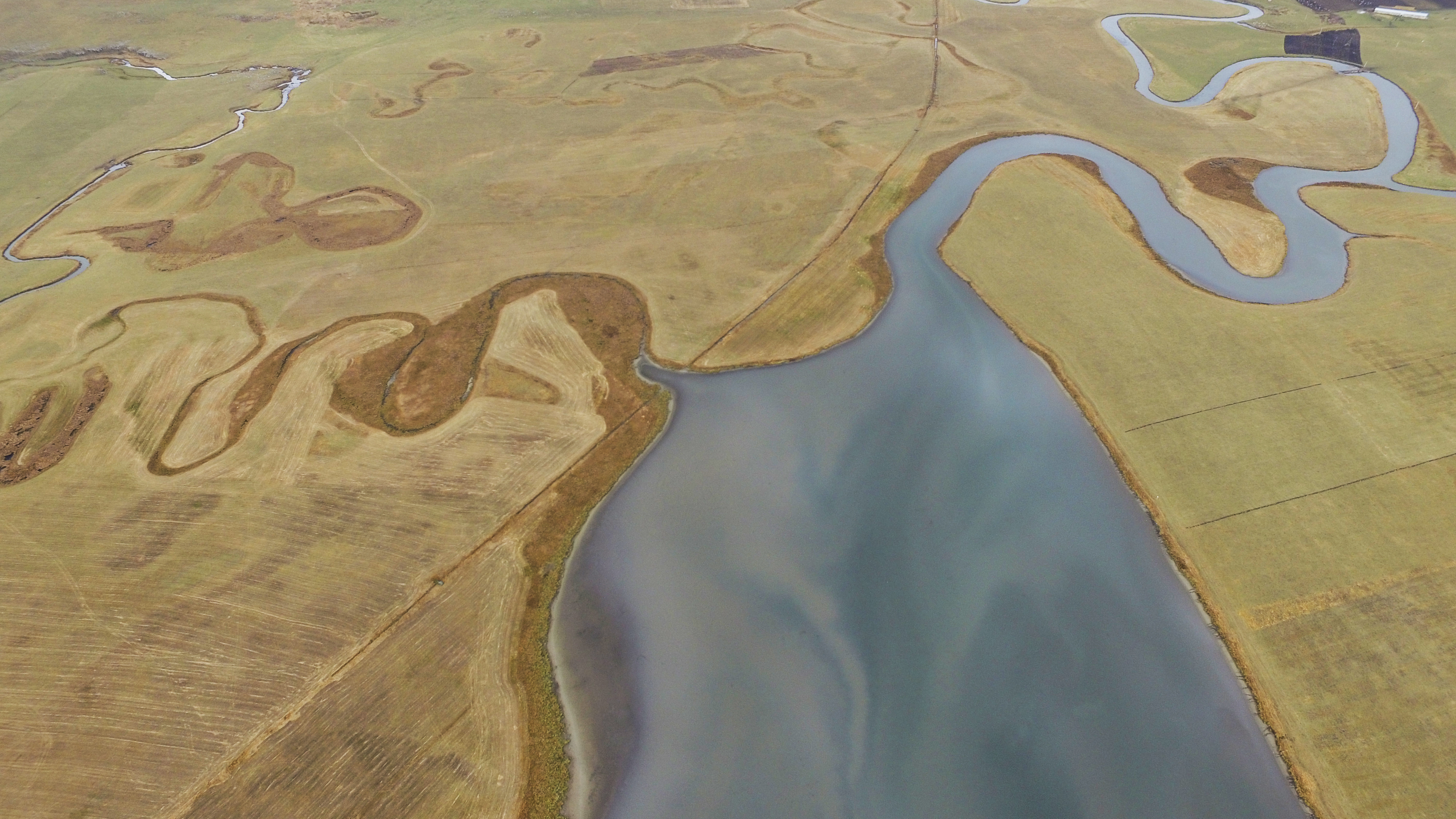
Lago Bugdasheni

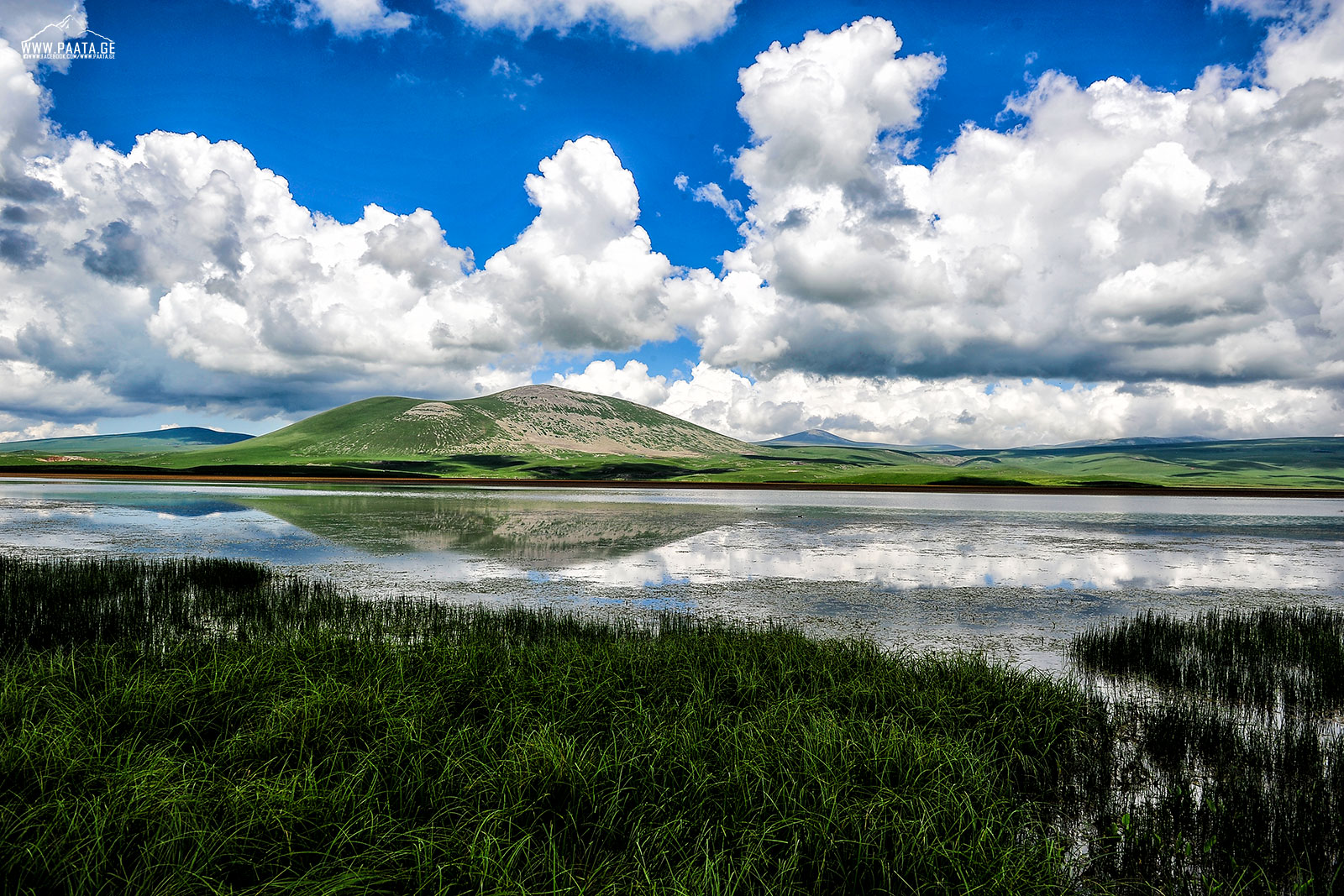
Lago Madatapa

En Georgia hay 4 sitios Ramsar (humedales de importancia internacional) que ocupan una superficie conjunta de 34.480 ha.
- Humedales del centro de Kolkheti, 337 km², 42°12′N 41°42′E, número 893, desde 1997. Reserva estatal y reserva natural. Llanura costera aluvial, cortada por ríos con extensos humedales y lagos, junto a la ciudad de Poti, en la costa central. Flora y fauna endémicas, con especies de ciénaga y turberas, carrizales y estuarios salobres con plantas halófitas. Numerosas aves, entre ellas el águila pescadora y el pigargo europeo.[22]

- Ispani Mire, 770 ha, 41°52′N 41°50′E, número 894 desde 1997. Se halla en el extremo sur de la costa del mar Negro, en la república autónoma de Ayaria. Se divide en dos zonas, Ispani I, en el sudoeste, e Ispani II, en el norte, más grande y mejor conservada. No tiene manantiales, así que se mantiene por las abundantes lluvias. Posee ciénagas, pantanos y turberas arboladas. Vegetación de Sphagnum y lisos. Aves como el águila pescadora y especies amenazadas como la avefría sociable y el águila imperial oriental, así como nutrias, carpas y el pato malvasía cabeciblanca. Poblado desde la Edad del Bronce.[23] Forma parte de las Áreas protegidas de Kobuleti, ya que en la zona se encuentran la Reserva natural estricta y la reserva controlada de Kobuleti.

- Lago Bugdasheni, 119,3 ha, 41°12′ N 43°40′ E, número 2434. Creado en 2020, el sitio comprende el lago Bugdasheni, un lago alpino de origen volcánico, a 2042 m de altitud, que alberga 19 especies endémicas de plantas y numerosas aves, unos 40.000 individuos en época de cría. Una isla rocosa en el sudeste del lago alberga especies como la avefría sociable y el pelícano común. También hay en el sitio una cantidad importante de tarro canelo. Una amenaza para el lago es que suministra agua al río Zagranichnaja mediante un canal, lo que hace descender el nivel.[24]

- Lago Madatapa, 14 km2, 41°10′ N 43°46′ E, número 2435. Desde 2020, en la meseta de Yavajetia, distrito de Ninotsminda. La meseta, volcánica, es una gran llanura herbácea de estepa alpina en el sur del país con numerosos humedales y lagos alpinos, entre ellos seis de los más grandes de Georgia: Tabaskuri, Paravani, Janchali, Madatapa, Karsaji y Sagamo). Madatapa es uno de los más grandes; se encuentra en la zona de migración de aves África-Eurasia y alberga más de 200 especies de aves, entre ellas, el negrón especulado, la avefría sociable, el pelícano ceñudo, el porrón europeo y la grulla común.[25]

## Monumentos naturales

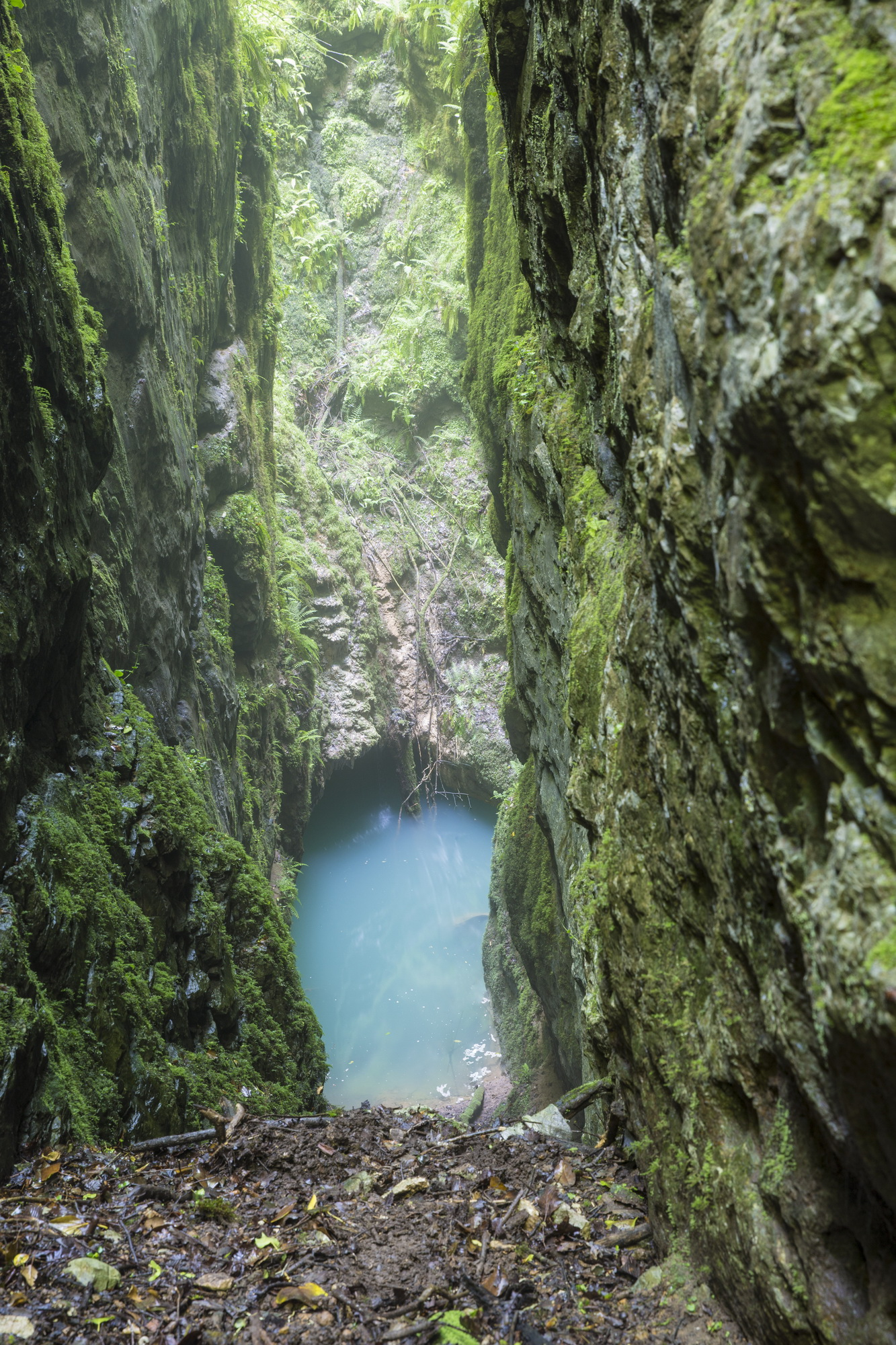
Gabzaruli Tba, lago en la grieta.

Los monumentos naturales son áreas de pequeña extensión e importancia nacional, únicas por sus características, sean estéticas o geográficas, ya sea porque posen ejemplares individuales de plantas o fósiles u organismos vivos de interés. Pueden ser un valle, un río, un delta, un bosque, etc. Los tres primeros monumentos naturales de Georgia se nominaron en 2003 en la Reserva natural estricta de Vashlovani, en el extremo oriental del país. Fueron Alaznis Chala (llanuras de inundación del Alazani 204.4 ha), Artsivis Kheoba (garganta del Águila 100.4 ha) y Takhti-tepa (9.7 ha) con un área total de 314.5 ha. En 2023, hay 40 monumentos naturales en Georgia, los 3 de Vashlovani, 5 en el Parque nacional de Kazbegi, 18 en el Área protegida de las cuevas de Imereti y otros 14 que se encuentran en los municipios de Adigeni, Tsalka, Tetritskaro, Tkibuli y Dusheti, en la provincia de Samegrelo.

#### Monumentos naturales de Georgia
- Lago mineral de Abano

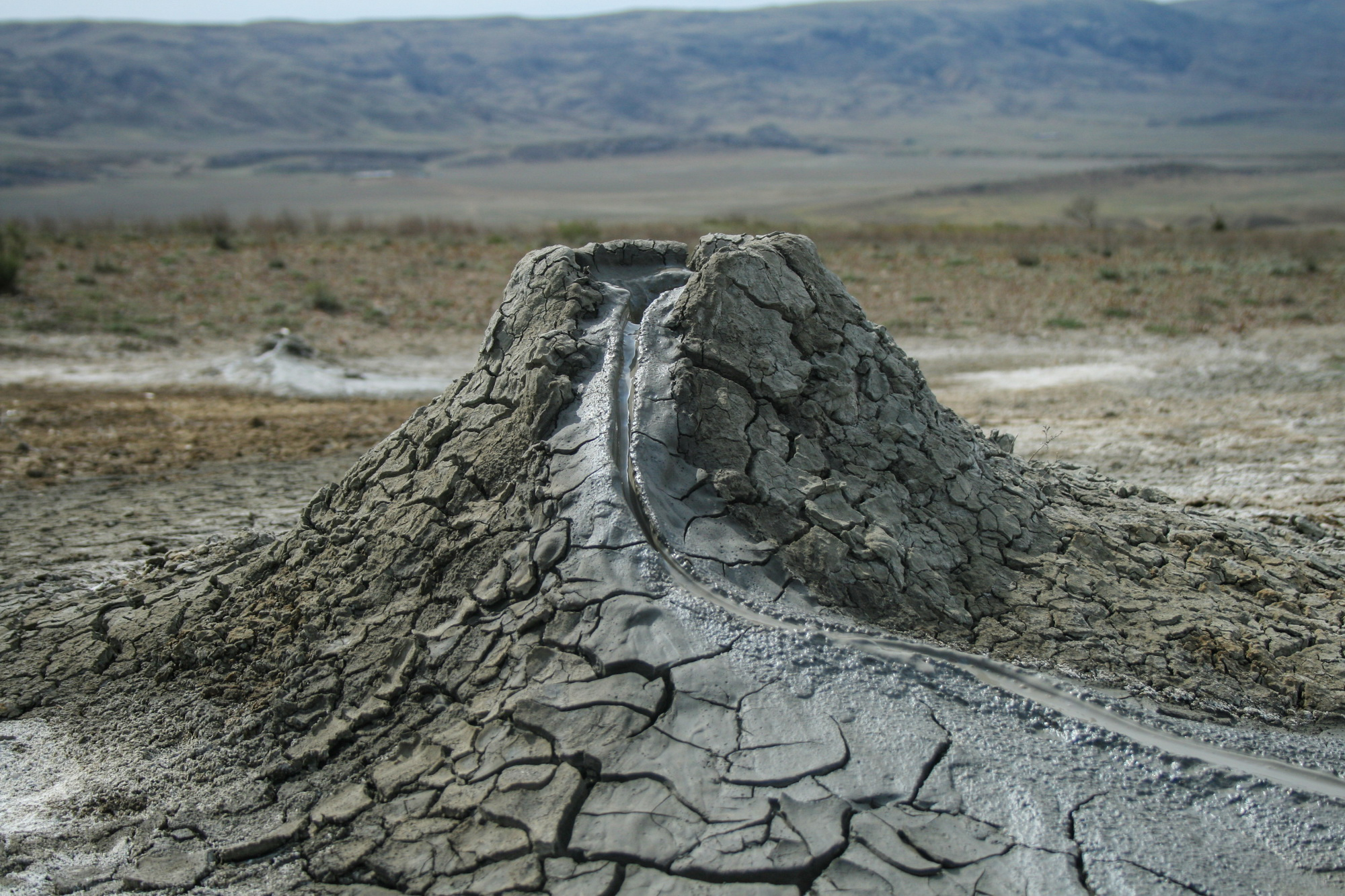
Volcán de lodo en Takhti Tepa

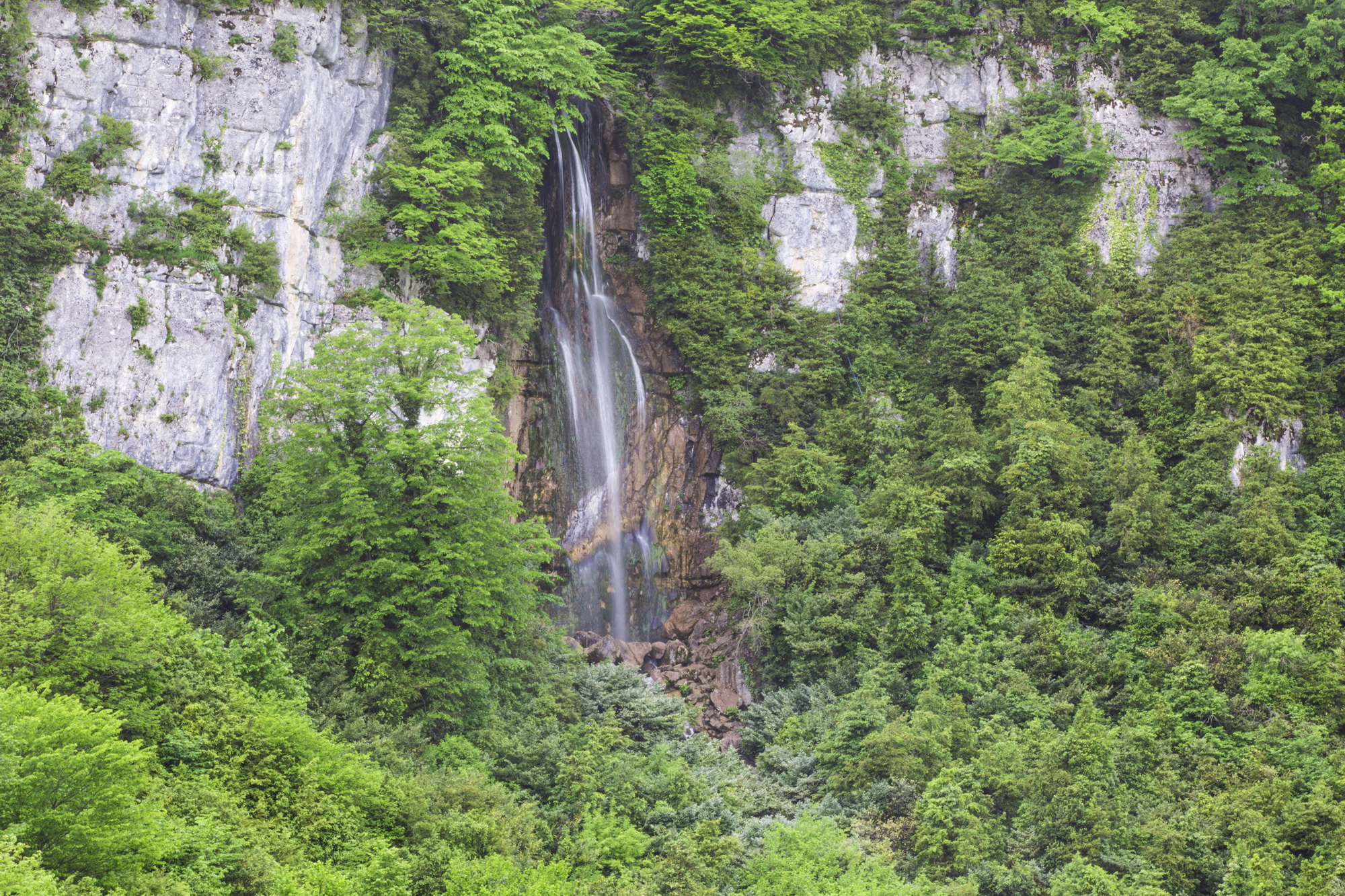
Cascada de Mukhura

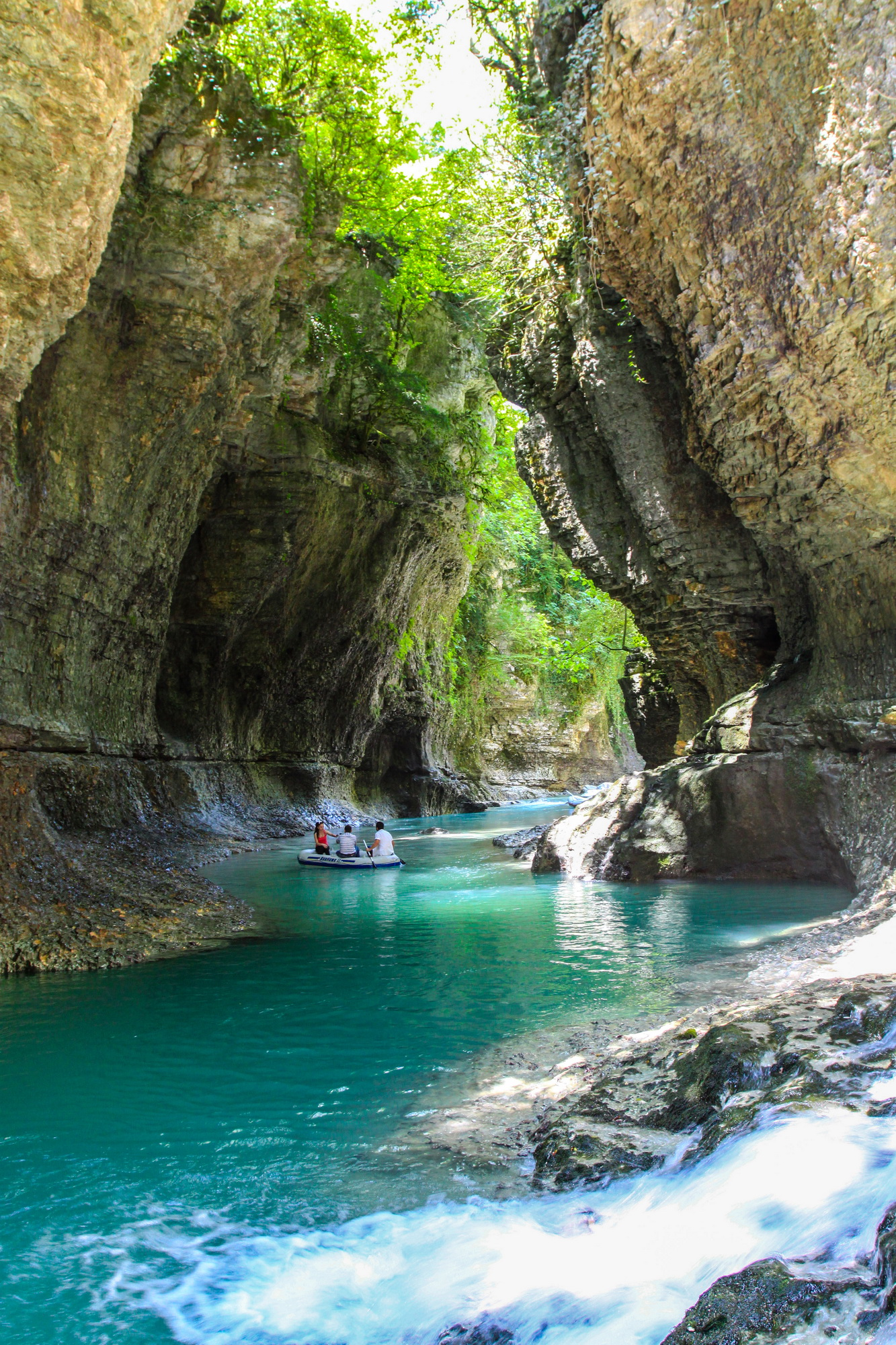
Monumento natural del Cañón de Gachedili.

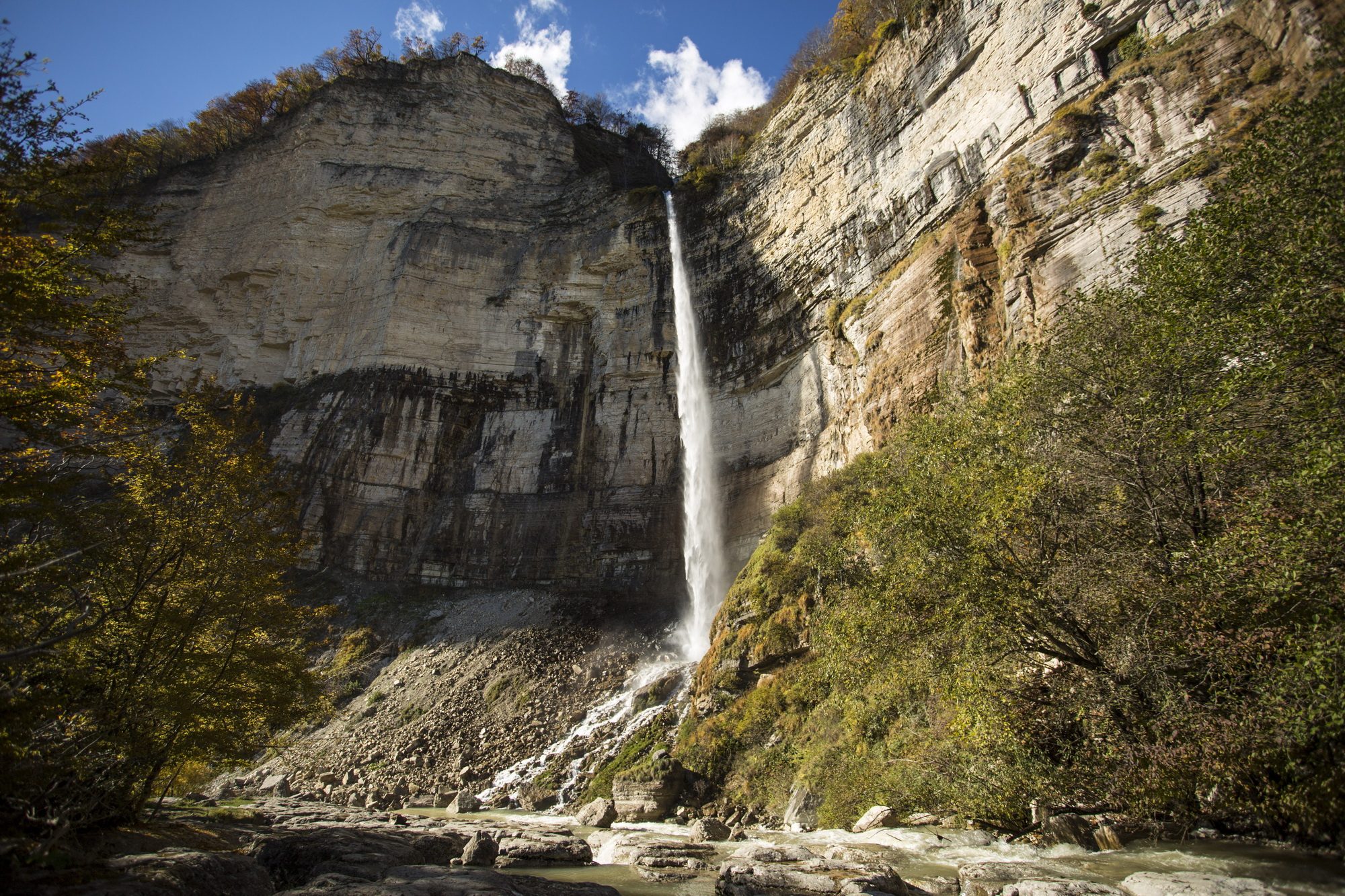
Cascada e Kinchka

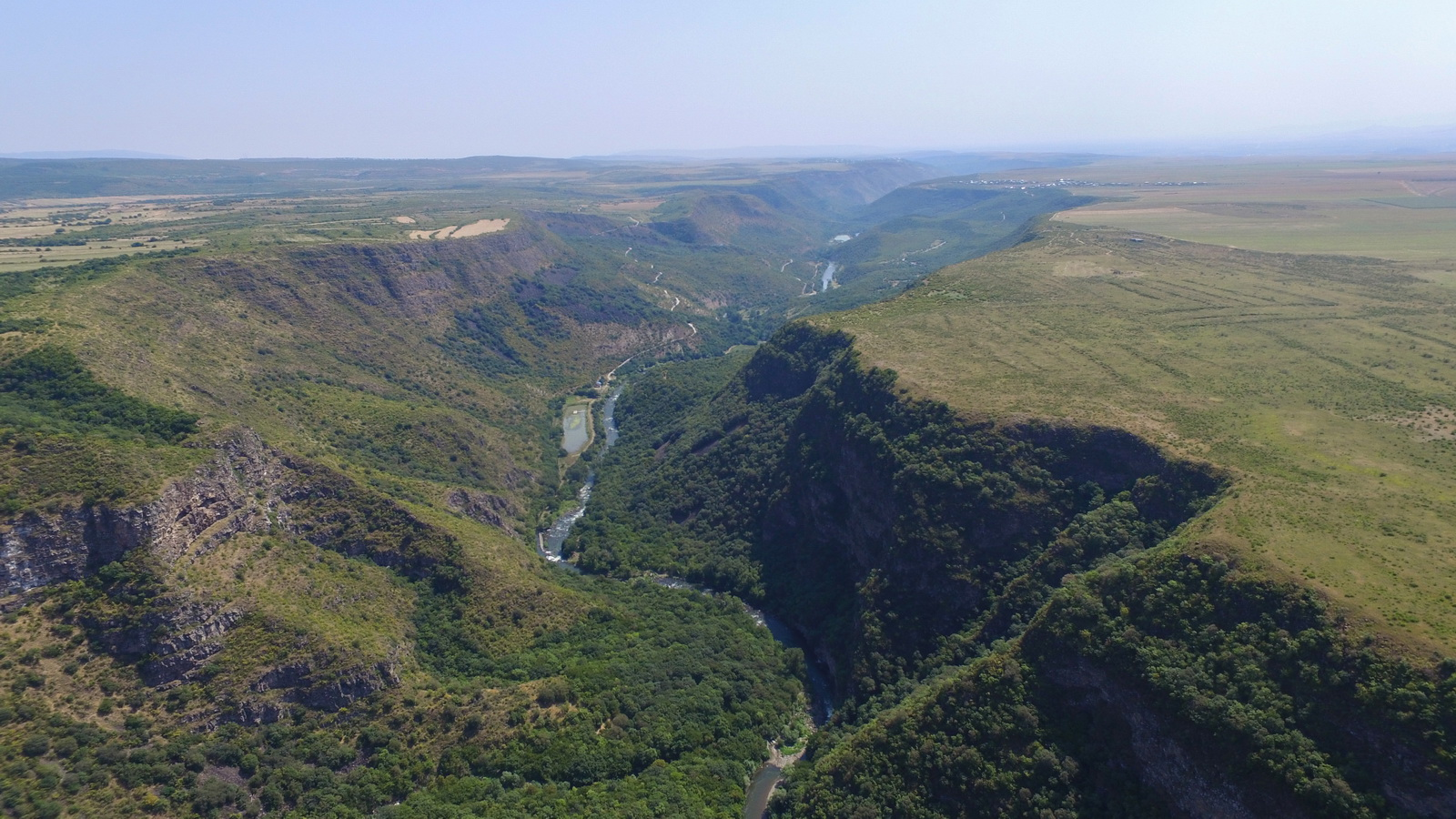
Monumento natural del cañón de Samshvilde.

- Bosque de la llanura inundable de Alazani. Es un terreno inundable en la orilla derecha del río Alazani, al sudoeste de Pirosmani, en el municipio de Dedoplistsqaro, a 165 m de altitud. La zona protegida cubre 204 ha de denso bosque cubierto de enredaderas, con nogales, arces, robles y olmos. Es el único hábitat natural del nogal común en Georgia.
- Artsivi Kheoba o garganta del Águila. Son dos sitios, el cañón calcáreo y el bosque cercano, donde se construyó la fortaleza de Jornabuyi, en el municipio de Dedoplistskaro, al sudeste del país, incorporado a las áreas protegidas de Vashlovani. Hay especies endémicas como Campanula kachethica, Globularia trichosantha, Cruciata pedemontana y tuya oriental. hay 60 especies de aves, entre ellas la cigüeña negra y el buitre leonado.[27]
- Cañón de Balda. En la garganta de Abasha, en la provincia de Samegrelo, en el municipio de Martvili, en la región de Mingrelia-Alta Esvanetia. El cañón, creado en la parte sur del macizo de Ashkah, en el río Abasha, tiene 1400 m de largo, 5 a 10 m de ancho y 25 a 30 m de profundidad.
- Birtvisi
- Columnas Rocosas de Bodorna
- Cueva de Bgheri. Cueva kárstica también conocida como Bgheristskali cave, cerca de la carretera entre Kumistavi y Qvilishori, en el municipio de Tsjaltubo, en Imericia. Tiene 1700 m de longitud y 1,4 ha. la entrada apenas tiene 50 cm de anchura. Forma parte de sistema de cuevas de Tsqaltubo, que incluye la cueva Melouri.
- Gabzaruli Tba (Lago en la grieta). Es un pequeño lago de sifón en el municipio de Tsjaltubo, en Imericia. También llamado Tskrvaram, Gabzaruli Tba o Cracked Lake, tiene 5 m de lago, 4,5 m de ancho y 60 m de profundidad. Forma parte de una cueva inexplorada y se encuentra en el fondo de un cañón de 45 m creado por una ruptura tectónica. Alrededor hay un bosque caduco.
- Bosque de piedra de Goderdzi. Bosque tropical petrificado en la era Terciaria debido a una serie de erupciones volcánicas. Hay fósiles del último plioceno, de palmeras, magnolios, laureles, cuyas hojas se encuentran fosilizadas en la toba volcánica. Se encuentran restos de la flora de Goderdzi en los municipios de Adigueni y Khulo, en la región de Mesjetia. Las zonas más ricas son el valle del río Dzindzistskali, afluente del Kvabliani, y en la ladera oriental del paso de Goderdzi, entre 1600 y 2200 m de altitud, con un área protegida de 365 ha. Forma parte del Parque Nacional de Boryomi-Jaragauli.[28]
- Cañón de Gachedili o Abasha
- Cañón de Talka o Dashbash
- Cueva de Didghele. Cerca de Melouri, en el municipio de Tsjaltubo, en Imericia, a 418 m de altitud. Creada por el río Osunela en una zona kárstica, tiene 750 m de largo. El río Didghele fluye dentro de la cueva. Forma parte del extenso sistema de cuevas de Tsqaltubo.[29]
- Cueva de Tetra En el municipio de Tsjaltubo, en Imericia, localmente conocida como Cueva Blanca. En el interior hay Trachysphaera, Colchidoniscus, Neobisium, Aedes, Dolichopoda, Neelus, Mesogastrura, Pygmarrhopalites, Heteromurus, Lepidocyrtus, Folsomia, Plutomurus, Tegenaria, Carpathonesticus, Archileucogeorgia y Oxychilus.[30]
- Travertinos de Truso. Depósitos calcáreos de tuba en la orilla derecha del río Térek, a 2093 m de altitud, en Kazbegi. Forma parte de las Áreas protegidas de Kazbegi. A 2 km de Keterisi.
- Cueva de Iazoni o de Jasón
- Cascada del río Abasha. En las fuentes del río Abasha, de 30 m de altura a 630 m de altitud, en el municipio de Martvili, en la región de Mingrelia-Alta Esvanetia.
- Cueva de Melouri
- Cascada de Mukhura. En el municipio de Tkibuli, en Imereti, tiene 60-70 m de altura a 882 m de altitud. Hay una cueva detrás de la cascada, que tiene tres niveles, en la que viven murciélagos. Está rodeada por un bosque de hoja ancha, con especies animales raras como la musaraña caucásica y la musaraña Neomys teres.
- Cueva de Navenakhevi
- Cueva de Nazodelavo. A 6,8 km al norte de Achuti, en el municipio de Chjorotsku, en la región de Mingrelia-Alta Esvanetia. En la orilla izquierda del río Zana, afluente del Khobi, a 290 m de altitud, en la llanura de Odishi-Guria. La cueva, kárstica, tiene 600 m de longitud con un túnel principal de 4 m de ancho y 3 m de altura. Entre sus habitantes, se incluyen Lepidocyrtus, Folsomia  y Oxychilus.[31]
- Cañón de Okatse
- Cascada de Kinchkha, en la garganta de Okatse, a 843 m de altitud. La cascada tiene tres escalones en una ladera de creta. La superior tiene 25 m de altura, la media y más alta tiene 70 m y la tercera e inferior solo 20 m.
- Cascada de Oniore y Cueva Primera de Toba. Es una combinación de cascada y cueva a 680 m de altitud en el municipio de Martvili, en la región de Mingrelia-Alta Esvanetia. La cascada subterránea está a unos 70 m de la entrada de la cueva, donde la altura del techo es de 30 metros. El túnel tiene una anchura de 12 a 15 m. La cascada exterior tiene unos 67 m de altura.
- Cascada de Ochkhomuri, 9 ha. Es una cascada con desniveles de una altura total de 100-120 m a 469 m del nivel del mar, en el municipio de Martvili. Es el nacimiento del río Ochkhamuri. Cada escalón de la cascada forma un pequeño lago en una zona húmeda de clima suave.
- Cueva de Prometeo
- Cueva de Sakajia
- Cañón de Samshvilde, 7,23 km2, 41°30′21.5″N 44°30′59.2″E. Es parte de la garganta del río Khrami, afluente del río Kurá, entre Georgia y Azerbaiyán. Creado por erosión de una meseta volcánica, tiene 5-6 km de largo en el río Khrami y 3-4 km en el río Chivchav. Donde se unen se encuentra la fortaleza de Samshvilde, en la región de Kvemo Kartli, al sudeste. El cañón tiene unos 300 m de profundidad, en rocas intrusivas con franjas de pórfido cuárzico que le dan una gran belleza.
- Cueva de Satsurblia
- Riscos de Sakhizari, 3,3 km2. Es un complejo geológico formado debido a las lluvias abundantes en la montaña volcánica de Khabarjina, de 3142 m de altura. El lugar se encuentra en el municipio de Kazbegi, en el valle del río Térek. Forma parte de las Áreas protegidas de Kazbegi.
- Cueva de Solkota
- Takhti-Tepha. Diez hectáreas de un paisaje creado por un volcán de lodo en las cercanía del monte Takhti-Tepha, al sur del embalse de Dali, a 620 m de altitud, en el Municipio de Dedoplistskaro. Forma parte de las áreas protegidas de Vashlovani, en el extremo oriental del país. Un volcán de lodo es una forma menor del relieve formada por un cráter y un cono volcánico de poca altura pero bastante extenso debido a la escasa pendiente y cuyo origen no está relacionado, en general, con las verdaderas formaciones volcánicas, sino que se deben a emanaciones de gas relacionadas con los yacimientos petroleros.
- Cascada de Toba y cueva de Arsen Okrojanashvili
- Manantiales de Keterisi. La llamada Keterisi Mineral Vaucluse es un conjunto de manantiales de origen artesiano procedentes de acuíferos que emergen a los pies del Gran Cáucaso, a 2180 m. Conocido como Narzan vaucluse, produce de 25 a 30 millones de litros de aguas carbonatadas al día, formando verdaderas cascadas cerca de la villa de Keterisi. Vaucluse es una palabra francesa que significa surgencia de agua, preferentemente en una zona kárstica.
- Cueva de Ghliana
- Garganta de Tskaltsitela
- Cueva de Khomuli. Cueva kárstica 3,7 km al sur de la localidad de Khomuli, en el municipio de Tsjaltubo, en la provincia de Imereti, a 160 m de altitud. Tiene una longitud de 4 km y posee varios lagos pequeños en su interior.
- Travertino del paso de Jvari (Jvari Overpass Travertine). Es una roca muy porosa conocida como travertino que se deposita cuando el agua que circula por encima es muy rica en carbonato cálcico (Calcareous sinter). Se encuentra en la orilla izquierda de la entrada del túnel de Kobi-Gudauri, a 2167 m, en el municipio de Kazbegi, al norte-centro del país.
- Cueva de Jortsku